# Evropská rada
Evropská rada (ER) je institucí Evropské unie (EU), která určuje hlavní politické směřování a priority unie. Jejími členy jsou hlavy států nebo předsedové vlád členských zemí EU, předseda Evropské rady a předseda Evropské komise.
Předsednictví se do přijetí Lisabonské smlouvy odvozovalo od předsednictví v Radě Evropské unie. V souladu s ustanoveními Lisabonské smlouvy byla zavedena funkce stálého předsedy Evropské rady, který je dle čl. 15 odst. 5 této smlouvy volen kvalifikovanou většinou členů Evropské rady na 2,5leté funkční období s tím, že může být zvolen dvakrát po sobě. Prvním stálým předsedou Evropské rady se 1. prosince 2009 stal Belgičan Herman Van Rompuy. Od 1. prosince 2019 funkci zastával jeho krajan Charles Michel, syn bývalého eurokomisaře, belgický ministr zahraničí a v letech 2014 až 2019 předseda vlády. Od 1. prosince 2024 jen nahradil bývalý portugalský premiér António Costa.
Evropská rada se schází zpravidla čtyřikrát ročně na řádném zasedání. Evropská rada „dává Unii nezbytné podněty pro její rozvoj a vymezuje její obecné politické směry a priority“ (čl. 15 SEU). V minulosti byla Evropskou radou přijata tak zásadní politická rozhodnutí, jakými bylo např. přijetí jednotné měny eura či tzv. východní rozšíření Evropské unie. Evropská rada však nevykonává legislativní funkce. Po každém svém zasedání je povinna předložit Evropskému parlamentu zprávu o tomto jednání a každoročně písemnou zprávu o pokroku dosaženém Evropskou unií.

## Historie
První zasedání představitelů států integrující se Západní Evropy se uskutečnilo v roce 1961, druhé pak až v roce 1967. Po několika nepravidelných dalších setkáních bylo v prosinci 1974 dohodnuto, že nadále se budou summity konat minimálně třikrát ročně a byl přijat název „Evropská rada“.
Do tzv. evropského práva byla instituce Evropské rady začleněna roku 1986 v Jednotném evropském aktu a její činnost byla dále vymezena Maastrichtskou smlouvou, v níž je stanoven i minimální počet čtyř zasedání ročně. V Lisabonské smlouvě byl ustanoven její stálý předseda, který je Evropskou radou volen na 2,5 roku s jednou možností znovuzvolení. Od 1. prosince 2019 jím je Charles Michel.

## Členové Evropské rady
| Členský stát                                                                   | Představitel | Představitel                                | Členský stát                                                          | Představitel | Představitel                                              | Členský stát                                                            | Představitel | Představitel                                      |
| ------------------------------------------------------------------------------ | ------------ | ------------------------------------------- | --------------------------------------------------------------------- | ------------ | --------------------------------------------------------- | ----------------------------------------------------------------------- | ------------ | ------------------------------------------------- |
| – Evropská unie (bez hlasovacího práva) – člen od 1. prosince 2024             |              | předseda Evropské rady António Costa (PES)  | – Evropská unie (bez hlasovacího práva) – členka od 1. prosince 2019  |              | předsedkyně Evropské komise Ursula von der Leyenová (EPP) | – Belgické království (2,58 % populace EU) – člen od 3. února 2025      |              | premiér Bart De Wever (ECR – N-VA)                |
| – Bulharská republika (1,55 % populace EU) – člen od 16. ledna 2025            |              | předseda vlády Rosen Željazkov (EPP – GERB) | – Česká republika (2,35 % populace EU) – člen od 17. prosince 2021    |              | předseda vlády Petr Fiala (ECR – ODS)                     | – Dánské království (1,30 % populace EU) – členka od 26. června 2019    |              | předsedkyně vlády Mette Frederiksenová (PES – S)  |
| – Estonská republika (0,30 % populace EU) – člen od 23. července 2024          |              | předseda vlády Kristen Michal (Obnova – ER) | – Finská republika (1,23 % populace EU) – člen od 20. června 2023     |              | předseda vlády Petteri Orpo (EPP – KOK)                   | – Francouzská republika (14,97 % populace EU) – člen od 14. května 2017 |              | prezident republiky Emmanuel Macron (Obnova – RE) |
| – Chorvatská republika (0,91 % populace EU) – člen od 19. října 2016           |              | předseda vlády Andrej Plenković (EPP – HDZ) | – Irsko (1,11 % populace EU) – člen od 23. ledna 2025                 |              | taoiseach Micheál Martin (Obnova – FF)                    | – Italská republika (13,58 % populace EU) – členka od 22. října 2022    |              | předsedkyně vlády Giorgia Meloniová (ECR – FdI)   |
| – Kyperská republika (0,20 % populace EU) – člen od 28. února 2023             |              | prezident Níkos Christodúlídés (nezávislý)  | – Litevská republika (0,62 % populace EU) – člen od 12. července 2019 |              | prezident Gitanas Nausėda (nezávislý)                     | – Lotyšská republika (0,43 % populace EU) – člen od 15. září 2023       |              | předsedkyně vlády Evika Siliňová (EPP – V)        |
| – Lucemburské velkovévodství (0,14 % populace EU) – člen od 17. listopadu 2023 |              | předseda vlády Luc Frieden (EPP – CSV)      | – Maďarsko (2,18 % populace EU) – člen od 29. května 2010             |              | předseda vlády Viktor Orbán (Nzř. – Fidesz)               | – Maltská republika (0,11 % populace EU) – člen od 13. ledna 2020       |              | premiér Robert Abela (PES – PL)                   |
| – Spolková republika Německo (18,54 % populace EU) – člen od 8. prosince 2021  |              | spolkový kancléř Friedrich Merz (EPP – CDU) | – Nizozemsko (3,89 % populace EU) – člen od 2. června 2024            |              | předseda vlády Dick Schoof (nezávislý)                    | – Polská republika (8,47 % populace EU) – člen od 13. prosince 2023     |              | předseda vlády Donald Tusk (EPP – PO)             |
| – Portugalská republika (2,30 % populace EU) – člen od 2. dubna 2024           |              | předseda vlády Luís Montenegro (EPP – PSD)  | – Rakouská republika (1,98 % populace EU) – člen od 3. března 2025    |              | spolkový kancléř Christian Stocker (EPP – ÖVP)            | – Republika Slovinsko (0,47 % populace EU) – člen od 1. června 2022     |              | předseda vlády Robert Golob (Obnova – GS)         |
| – Rumunsko (4,31 % populace EU) – člen od 21. prosince 2014                    |              | prezident Nicușor Dan (nezávislý)           | – Řecká republika (2,39 % populace EU) – člen od 26. června 2023      |              | předseda vlády Kyriakos Mitsotakis (EPP – ND)             | – Slovenská republika (1,22 % populace EU) – člen od 25. října 2023     |              | předseda vlády Robert Fico (Nzř. – SMER-SD)       |
| – Španělské království (10,56 % populace EU) – člen od 2. června 2018          |              | předseda vlády Pedro Sánchez (PES – PSOE)   | – Švédské království (2,30 % populace EU) – člen od 18. října 2022    |              | předseda vlády Ulf Kristersson (EPP – M)                  |                                                                         |              |                                                   |

Vysvětlivky
1. ↑  Podíly populace členských států EU jsou využívány k nejčastějšímu mechanizmu hlasování Rady v podobě kvalifikované většiny. Pro přijetí návrhu kvalifikovanou většinou je třeba souhlasu 55 % členských států a států zastupujících nejméně 65 % celkového počtu obyvatel EU. Hodnoty podílů populací jednotlivých států vycházejí z dokumentu Rady COUNCIL DECISION (EU, Euratom) 2020/2030 of 10 December 2020 amending the Council's Rules of Procedure.[2]
2. ↑  Dle ústavy nemůže být prezident členem politické strany.
3. ↑  Slovenské straně SMER-SD bylo v říjnu 2023 pozastaveno členství ve Straně evropských socialistů.[3]

## Politická spojenectví

Evropská politická příslušnost členů Evropské rady

Členové Evropské rady se organizují v politických stranách na vnitrostátní a evropské úrovni včetně aliancí, jako je například Obnova Evropy. Ty často před zasedáním Evropské rady pořádají předběžná zasedání. Příslušníci rady mohou být také bezpartijní či nezařazení. Evropská rada je složena tak, aby zastupovala státy EU, a nikoliv politické aliance, a rozhodnutí jsou zpravidla přijímána podle těchto zásad, ačkoliv ideologická shoda může podbarvovat jejich politické dohody a výběr jmenování (např. předsedy).
V tabulce je uveden počet členů rady podle příslušnosti k evropským politickým stranám, případně aliancím, a jejich celková váha při hlasování daná součtem obyvatel jednotlivých států sdružených ve stranách. Mapa uvádí příslušnost členských států Evropské unie k evropským politickým stranám podle členství jejich zástupců v radě.
| Evropská politická strana | Evropská politická strana                          | členové | % populace |
| ------------------------- | -------------------------------------------------- | ------- | ---------- |
|                           | Evropská lidová strana/skupina EPP                 | 11      | 25,6 %     |
|                           | Obnova Evropy (ALDE, EDP, RE)                      | 5       | 22,4 %     |
|                           | Strana evropských socialistů (PES)                 | 4       | 30,6 %     |
|                           | Nezávislí                                          | 3       | 2,4 %      |
|                           | Strana evropských konzervativců a reformistů (ECR) | 2       | 15,7 %     |
|                           | Nezařazení                                         | 2       | 3,4 %      |
| Celkem                    | Celkem                                             | 27      | 100 %      |

Účastníci zasedání bez členství v Evropské radě
| Předsedkyně Evropského parlamentu                                    | Předsedkyně Evropského parlamentu | Předsedkyně Evropského parlamentu                          | Vysoký představitel Unie                                              | Vysoký představitel Unie | Vysoký představitel Unie                     |
| -------------------------------------------------------------------- | --------------------------------- | ---------------------------------------------------------- | --------------------------------------------------------------------- | ------------------------ | -------------------------------------------- |
| – Evropská unie – zvolena 18. ledna 2022 – volby 2019 plánované 2024 |                                   | předsedkyně Evropského parlamentu Roberta Metsolaová (EPP) | – Evropská unie – zvolen 1. prosince 2019 – volby 2019 plánované 2024 |                          | vysoký představitel Unie Josep Borrell (PES) |